# Liste der Kulturgüter in Hefenhofen
Die Liste der Kulturgüter in Hefenhofen enthält alle Objekte in der Gemeinde Hefenhofen im Kanton Thurgau, die gemäss der Haager Konvention zum Schutz von Kulturgut bei bewaffneten Konflikten, dem Bundesgesetz vom 20. Juni 2014 über den Schutz der Kulturgüter bei bewaffneten Konflikten sowie der Verordnung vom 29. Oktober 2014 über den Schutz der Kulturgüter bei bewaffneten Konflikten unter Schutz stehen.
Objekte der Kategorien A und B sind vollständig in der Liste enthalten, Objekte der Kategorie C fehlen zurzeit (Stand: 1. Januar 2023).

## Kulturgüter
| Foto |                                                                            | Objekt                                       | Kat. | Typ | Standort                                | Beschreibung |
| ---- | -------------------------------------------------------------------------- | -------------------------------------------- | ---- | --- | --------------------------------------- | ------------ |
| ja   | Datei hochladen · Wikidata zu Haus zum Roten Öpfel, Sonnenberg (Q29526770) | Haus zum Roten Öpfel KGS-Nr.: 05058          | A    | G   | Sonnenbergstrasse 54 741028 / 269679    |              |
| ja   | Datei hochladen · Wikidata zu Ehemalige Wirtschaft Schöntal (Q29883013)    | Ehemalige Wirtschaft Schöntal KGS-Nr.: 13729 | B    | G   | Romanshornerstrasse 221 741384 / 268626 |              |